# スカウヒーガン (メイン州)
スカウヒーガン（英: Skowhegan、[skaʊˈhiːɡən]）は、アメリカ合衆国メイン州の町。サマセット郡の郡庁所在地である。人口は8,589人（2010年）。毎年8月には全米最古のステート・フェアであるスカウヒーガン・ステート・フェアが開催されている。スカウヒーガン絵画彫刻学校は、芸術家のための国際的に知られた滞在型教育プログラムであるが、実際には隣接するイーストマディソン町にある。

## 歴史
スカウヒーガン滝はケネベック川の流れ半マイル (800 m) の間に28フィート (8.5 m) 下っていた（その後ウェストン・ダムに置き換えられた）。この地域はアベナキ族インディアンのノリッジウォック族の領土であり、その村が1724年までマディソンにあったが、ダマー戦争（1722年-1725年）の間に破壊された。この部族は春から秋までここで漁労をしており、サケなどの魚種が豊富に捕まえられた。その結果、インディアンは「（魚を）見張る所」という意味のスカウヒーガンと名付けた。
この地には1773年にカナーンの町の一部として入植された。1775年、大陸軍のベネディクト・アーノルド大佐とその部隊がケネベック川を辿りこの村を通って北上し、その後カナダ侵攻に向かったが、成果を上げられなかった。1823年2月5日、ミルバーンという名前でカナーンから分離し、町として法人化された。町の初代役人として、集会議長にジョセフ・パッテン、トム・クラーク、サミュエル・ウェストン、町政委員にベンジャミン・イートン、ジョセフ・メリル、サミュエル・ウェストン、ジョサイア・パーリンが就いた。しかし、住民は昔のスカウヒーガンという名前を好み1836年に改名されることになった。1861年、川向うのブルームフィールドを併合した。1871年には郡庁所在地に指定された。
農場では、干し草、ジャガイモ、小麦、羊毛を生産した。1818年、スカウヒーガン祭が組織され、1819年に第1回が開催された。サマセット・アンド・ケネベック鉄道（後にメイン・セントラル鉄道の一部になった）が1856年に町まで開通した。スカウヒーガン滝が工業のための水力を提供し、工業町に発展した。スカウヒーガン島に多くの工場が建設された。この島が川を南北の水路に分けていた。19世紀、町には製紙工場、製材所、窓枠とブラインドの工場2つ、製粉所2つ、ウッドパルプ工場、木材削り工場3つ、毛織物工場、オイルクロス工場、斧工場2つ、大鎌工場、ハーネスと鞍の工場2つ、靴工場と鍛冶場があった。1976年、スコット製紙会社がスカウヒーガンで工場を開設し、それがスコット社の1事業部であるS・D・ウォーレン社となった。1997年、S・D・ウォーレン社の工場はサッピ・ファイン・ペーパー社に売却された。ニューバランスニューバランス運動靴会社が町で工場を操業している。
町の見どころの中にスウィンギング・ブリッジがある。これは1883年に最初に建設された吊り橋の歩道橋であり、スカウヒーガン島とケネベック川の南岸とを繋いだ。別のランドマークとして、ポートランドの著名な建築家ジョン・カルヴィン・スティーブンスが設計し、1907年から1909年に建設された、ボザール様式の町役場がある。町役場駐車場の北側には、バーナード・ラングレーが制作した高さ62フィート (19 m) のアベナキ族インディアンの彫刻が立っている。2003年、ポール・ニューマン、エド・ハリス、ヘレン・ハントが出演し、2005年にHBOケーブルテレビで放映された『Empire Falls』は、スカウヒーガンが主要撮影場所となった。この映画は小説家リチャード・ルッソが2001年に出版した同名小説を翻案したものだった。スカウヒーガンでは2007年から毎年ニーディング会議が開催されている。その議題は地元での小麦の生産、製粉、ベイキングと薪炊きオーブンの建設が挙げられている。スカウヒーガンはメイン州にある全国的に指定されたメインストリートの町10か所の1つである。これは全国歴史保存信託が開発したプログラムである中心街再開発のための戦略的4点アプローチを使っている。

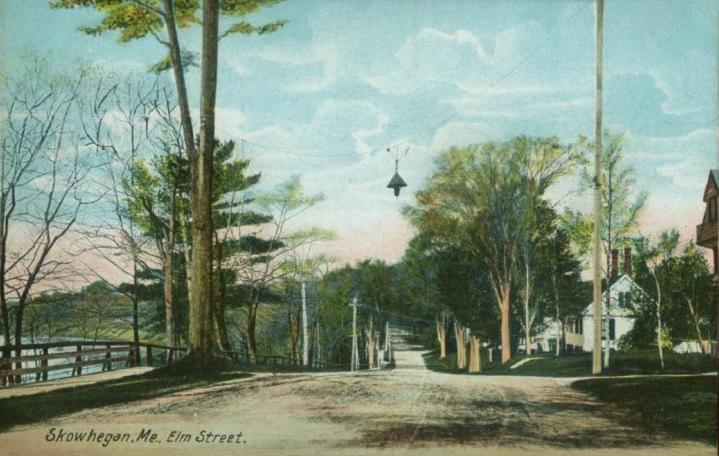
エルム通り、1906年
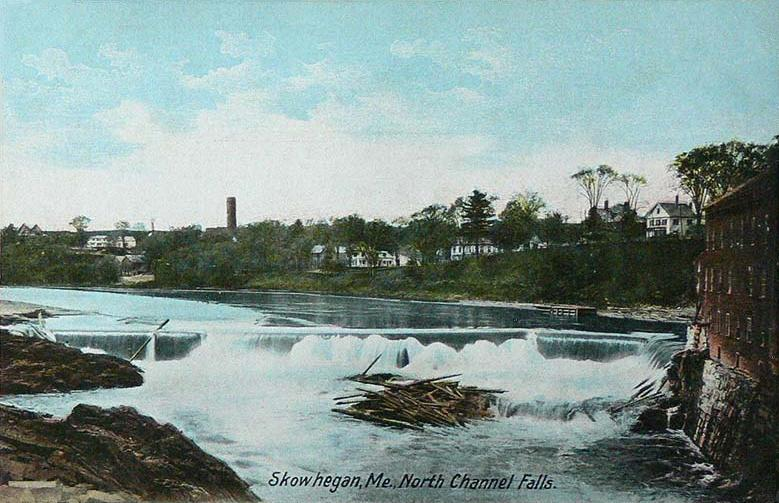
スカウヒーガン滝、1908年
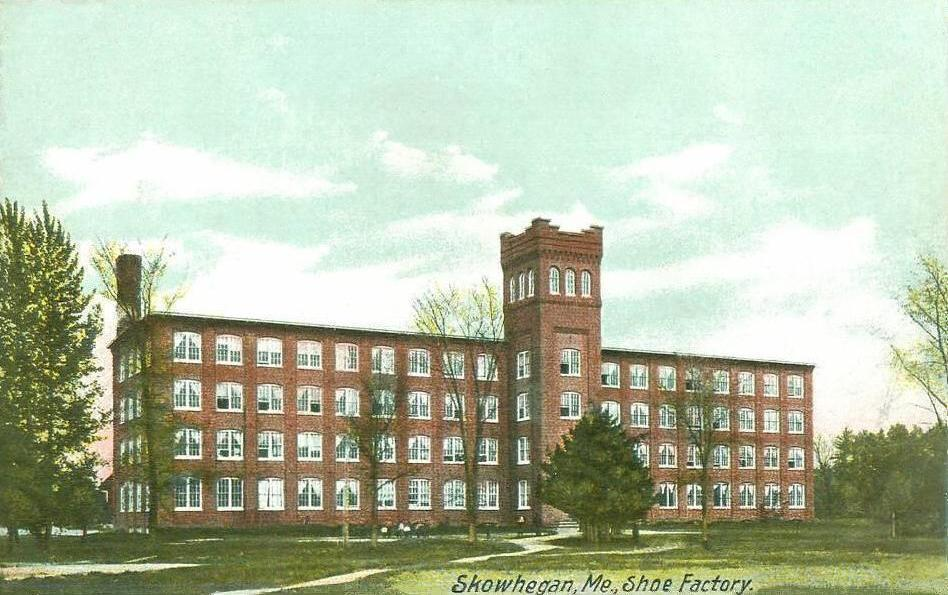
靴工場、1907年
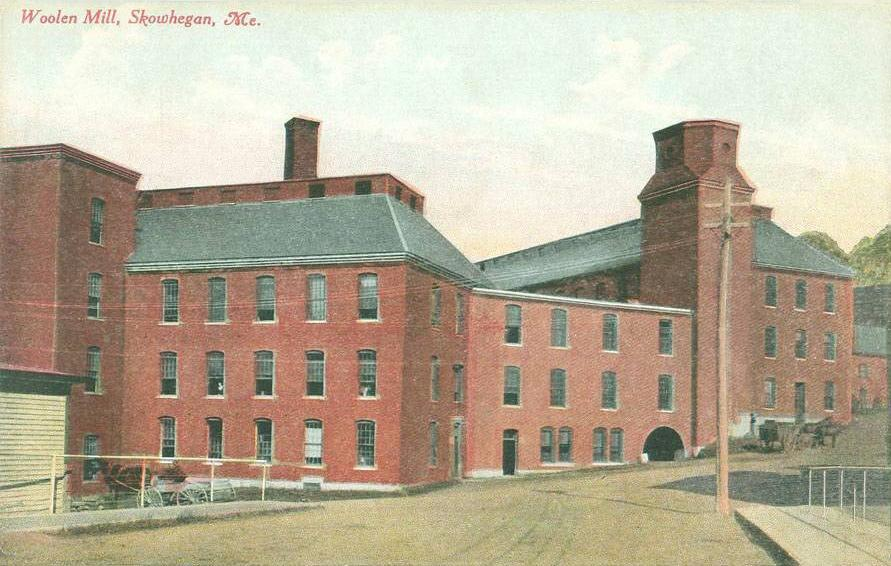
毛織物工場、1910年

## 地理
アメリカ合衆国国勢調査局に拠れば、町域全面積は60.47平方マイル (156.62 km2)であり、このうち陸地58.85平方マイル (152.42 km2)、水域は4.20平方マイル (4.79 km2)で水域率は2.68%である。町内をウェセランセット・ストリームとケネベック川が流れている。標高870フィート (265 m) のルーミスヒルが町内の最高地点である。

## 人口動態

### 2010年国勢調査
以下は2010年の国勢調査による人口統計データである。
| 基礎データ - 人口: 8,589 人 - 世帯数: 3,765 世帯 - 家族数: 2,258 家族 - 人口密度: 56.3人/km2（145.9 人/mi2） - 住居数: 4,234 軒 - 住居密度: 27.8軒/km2（71.9 軒/mi2） 人種別人口構成 - 白人: 96.9% - アフリカン・アメリカン: 0.4% - ネイティブ・アメリカン: 0.4% - アジア人: 0.7% - その他の人種: 0.1% - 混血: 1.5% - ヒスパニック・ラテン系: 0.5% | 年齢別人口構成 - 18歳未満: 22.1% - 18-24歳: 8.1% - 25-44歳: 24% - 45-64歳: 28.2% - 65歳以上: 17.6% - 年齢の中央値: 42歳 - 性比（女性100人あたり男性の人口） - 総人口: 89.4 世帯と家族（対世帯数） - 18歳未満の子供がいる: 28.5% - 結婚・同居している夫婦: 41.0% - 未婚・離婚・死別女性が世帯主: 13.9% - 非家族世帯: 40.0% - 単身世帯: 32.2% - 65歳以上の老人1人暮らし: 14.5% - 平均構成人数 - 世帯: 2.25人 - 家族: 2.80人 |

### 2000年国勢調査
以下は2000年の国勢調査による人口統計データである。
| 基礎データ - 人口: 8,824 人 - 世帯数: 3,716 世帯 - 家族数: 2,363 家族 - 人口密度: 57.8人/km2（149.6 人/mi2） - 住居数: 4,165 軒 - 住居密度: 27.3軒/km2（70.6 軒/mi2） 人種別人口構成 - 白人: 97.56% - アフリカン・アメリカン: 0.25% - ネイティブ・アメリカン: 0.43% - アジア人: 0.54% - 太平洋諸島系: 0.01% - その他の人種: 0.12% - 混血: 1.08% - ヒスパニック・ラテン系: 0.73% | 年齢別人口構成 - 18歳未満: 23.5% - 18-24歳: 8.2% - 25-44歳: 28.3% - 45-64歳: 23.7% - 65歳以上: 16.4% - 年齢の中央値: 39歳 - 性比（女性100人あたり男性の人口） - 総人口: 91.4 - 18歳以上: 86.9 世帯と家族（対世帯数） - 18歳未満の子供がいる: 29.7% - 結婚・同居している夫婦: 46.3% - 未婚・離婚・死別女性が世帯主: 13.0% - 非家族世帯: 36.4% - 単身世帯: 29.6% - 65歳以上の老人1人暮らし: 12.1% - 平均構成人数 - 世帯: 2.31人 - 家族: 2.81人 | 収入と家計 - 収入の中央値 - 世帯: 28,390米ドル - 家族: 35,880米ドル - 性別 - 男性: 27,982米ドル - 女性: 21,011米ドル - 人口1人あたり収入: 15,543米ドル - 貧困線以下 - 対人口: 16.2% - 対家族数: 13.0% - 18歳未満: 22.0% - 65歳以上: 13.4% |

## 町政府

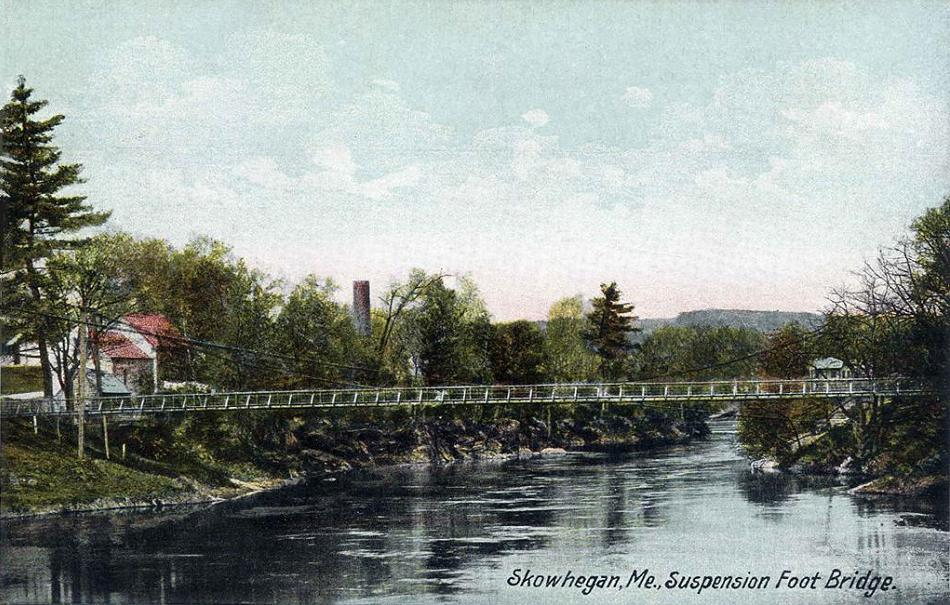
スウィンギング・ブリッジ、1908年

スカウヒーガンは町政委員会・マネジャー方式の政府形態を採っている。町政委員は5人おり、任期は3年間である。毎年2人または1人が改選される。
町政委員会は毎月第2および第4火曜日の午後5時半から、町役場の会議場で公開ミーティングを開催しており、全ての町民が傍聴できる。
町政委員会は町マネジャーを指名し、日々の町政管理を行わせている。
町役場には以下の13部門がある。
| - 町マネジャー事務所 - 町事務官と財務官の事務所 - 経理部および人事部 - 資産評価官事務所 - 法典執行部 | - ゴミ処理リサイクル部 - 汚染制御部 - 町企画部 - 経済・市域社会開発部事務所 | - 消防署 - 警察署 - ハイウェイ部 - 公園とレクリエーション部 |  |